# ASKÖ Pasching
ASKÖ Pasching byl fotbalový klub z města Pasching v Horních Rakousích. Byl založen v roce 1946 a název získal podle své příslušnosti ke sportovní organizaci Arbeitsgemeinschaft für Sport und Körperkultur in Österreich, spojené se Sociálně demokratickou stranou Rakouska; později nesl podle sponzorů názvy SV PlusCity a FC Superfund. Sídlil na Waldstadionu, klubové barvy byly zelená a černá.

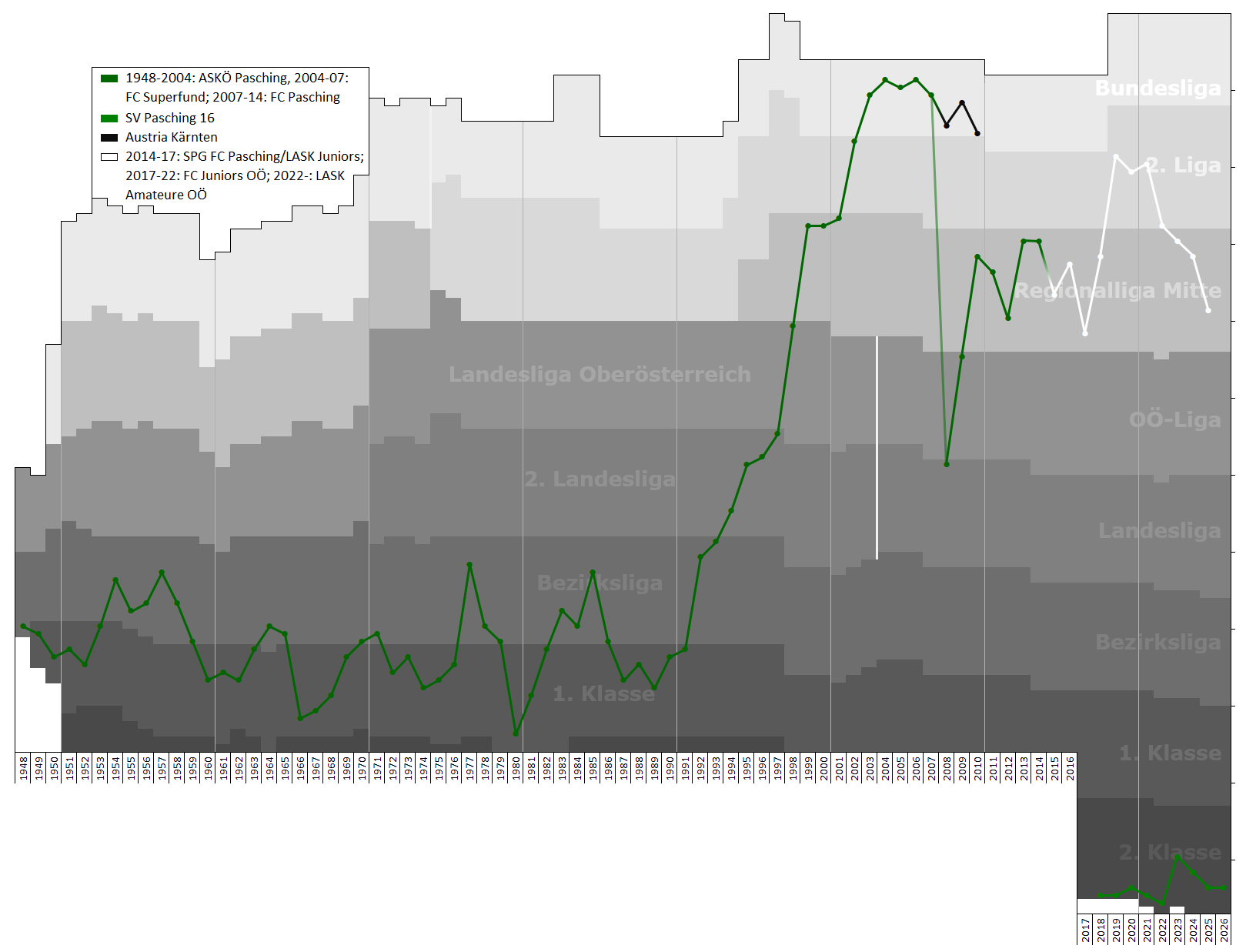
Graf ligových umístění

Po většinu existence hrál v nižších soutěžích, v letech 1998–2000 se mu podařilo třikrát za sebou postoupit a dostal se tak ze čtvrté nejvyšší soutěže až do Bundesligy. Odehrál pět sezón v nejvyšší soutěži, v letech 2004 a 2006 obsadil třetí místo, v letech 2000 a 2006 byl semifinalistou poháru, v roce 2005 se paschingský útočník Christian Mayrleb stal králem ligových střelců. Klub se účastnil také evropských pohárů: postoupil do finále Poháru Intertoto 2003, kde podlehl FC Schalke 04 0:2 a 0:0, třikrát startoval v Poháru UEFA. Obránce Paschingu Manuel Ortlechner byl povolán do reprezentace.
V roce 2007 rozhodla valná hromada o přesunu prvoligové licence do Klagenfurtu, který nabízel moderní stadion Hypo-Arena a větší divácký zájem (stotisícové město a jediný ligový klub v celých Korutanech). Vznikl tak nový klub SK Austria Kärnten a v Paschingu byl založen amatérský FC Pasching (vítěz poháru v roce 2013).